# Marco Varnier
Pour les articles homonymes, voir Varnier.
Marco Varnier, né le 8 juin 1998 à Padoue en Italie, est un footballeur italien, qui évolue au poste de défenseur central au SPAL, prêté par l'Atalanta Bergame.

## Biographie

### AS Cittadella
Natif de Padoue en Italie, Marco Varnier est formé à l'AS Cittadella. Il fait ses débuts en professionnel le 10 décembre 2015, à l'occasion d'une rencontre de Coupe d'Italie face à Bassano Virtus 55. Il est titulaire lors de cette partie où son équipe s'impose par deux buts à un.

### Atalanta Bergame
Le 2 juillet 2018 Marco Varnier est prêté avec option d'achat obligatoire à l'Atalanta Bergame. Il est cependant victime d'une rupture du ligament croisé du genou dès son deuxième entraînement, ce qui l'éloigne des terrains durant toute la saison 2018-2019.

### AC Pise
Le 27 août 2019 Varnier est prêté à l'AC Pise.

### Côme 1907
Le 3 juillet 2021, Marco Varnier est cette fois-ci prêté par l'Atalanta au Côme 1907.

### En sélection
Marco Varnier fête sa première sélection avec l'équipe d'Italie espoirs le 5 octobre 2017 en entrant en jeu à la place de Gianluca Mancini lors de la large victoire des Italiens contre la Hongrie (2-6).